# Labyrinthes (collection)
Pour les articles homonymes, voir Labyrinthe (homonymie).
Labyrinthes est une collection de romans policiers historiques créée en 1997 à la Librairie des Champs-Élysées, rebaptisée vers l'an 2000 les Éditions du Masque.
La collection cesse ses publications en 2012, au no 202, pour être incorporée avec Le Masque à la nouvelle collection Masque poche des Éditions du Masque.

## Principaux auteurs
La collection propose des auteurs classiques tels que Wilkie Collins ou Emile Gaboriau et des auteurs plus récents : Jean d'Aillon, Viviane Moore, Patrick Weber.

## Liste des ouvrages parus (par auteur)

### Tony Aspler
- Un doigt de porto, no 23, 1997
- Les Caves du Duce, no 40, 1998

### Stephanie Barron

#### SérieJane Austen
1. Jane Austen et le Révérend, no 4, 1997
2. Jane Austen à Scargrave Manor, no 32, 1997
3. Jane Austen et l'Arlequin, no 79, 2000
4. Jane Austen à Canterbury, no 107, 2003
5. Jane Austen et le Prisonnier de Wool House, no 144, 2006
6. Jane Austen et le Fantôme de Netley, no 155, 2007
7. Jane Austen et l'Héritage du comte, no 165, 2008

### Bernard Bastable

#### SérieMozart
1. Un requiem pour Mozart, no 1, 1997
2. Trop de notes, Mr Mozart, no 13, 1997

### Anne Beddingfeld
- La Colline écarlate, no 46, 1999

### Fortuné du Boisgobey
1. Rubis sur l'ongle, no 191, 2011

### James Bradberry
1. Le Septième Sacrement, no 10, 1997
2. La Mélancolie des ruines, no 18, 1997
3. La Maîtresse de l'architecte, no 45, 1999

### Mary Elizabeth Braddon
- Henry Dunbar, no 110, 2003
- Les Oiseaux de proie, no 111, 2003
- L'Héritage de Charlotte, no 117, 2003
- Le Triomphe d'Eleanor, no 119, 2003
- Le Secret de Lady Audley, no 120, 2004

### Serge Bramly
- La Danse du loup, no 176, 2009

### John Dickson Carr
- Le Grand Secret, no 95, 2001

### P. F. Chisholm
- Les Sept Cavaliers, no 57, 1999

### Wilkie Collins
- Le Secret, no 97, 2002
- La Femme rêvée, no 99, 2002
- L'Abîme no 182, 2010 (coécrit avec Charles Dickens)
- La Dame en blanc, no 94, 2001
- La Robe noire, no 106, 2003
- Iolani ou les maléfices de Tahiti, no 177, 2009

### Jean d'Aillon

#### SérieLouis Fronsac
1. La Conjuration des Importants, no 131, 2005
2. Le Dernier Secret de Richelieu, no 132, 2005
3. Le Mystère de la chambre bleue, 2005, no 136, 2005
4. L’Exécuteur de la haute justice, no 143, 2006
5. L'Énigme du clos Mazarin, no 158, 2007
6. L'Enlèvement de Louis XIV, no 159, 2007
7. La Conjecture de Fermat, no 178, 2009
8. Les Ferrets de la reine[2], no 195, 2011
9. L'Homme aux rubans noirs, no 201, 2012

#### SérieLucius Gallus
1. Attentat à Aquae Sextiae, no 147, 2006
2. Le Complot des Sarmates suivi de La Tarasque, no 166, 2008

#### Autres romans
- Nostradamus et le dragon de Raphaël, no 137, 2005
- Le Duc d'Otrante et les compagnons du Soleil, no 189, 2010
- L'Obscure mort des ducs : les aventures du brigand Trois-Sueurs, no 153, 2007
- Marius Granet et le trésor du palais comtal, no 181, 2009
- L'Archiprêtre et la Cité des Tours no 172, 2008

### Lindsey Davis

#### SérieMarcus Didius Falco
1. Les Cochons d'argent, no 52, 1999
2. À l'ombre des conspirateurs, no 76, 2000
3. Une veuve romaine, no 60, 1999
4. Voyage en Germanie, no 68, 1999
5. L'Or de Poséidon, no 87, 2001
6. Dernier Acte à Palmyre, no 108, 2003

### Dianne Day

#### SérieFremont Jones
- Les Étranges Dossiers de Fremont Jones, no 24, 1997
- L'Incendie de San Francisco, no 33, 1998
- La Gardienne du phare, no 59, 1999
- Le Fantôme de l'empereur, no 72, 2000

### Carole Nelson Douglas

#### SérieIrène Adler
- Good Night Mr Holmes, no 128, 2004
- Holmes contre l'irrésistible Irène, no 130, 2005
- La Dernière Valse d'Irène, no 154, 2007

### André-Paul Duchâteau

#### SérieCharles Dickens
1. Les Chemins de lune, no 69, 2000
2. Le Voleur d'âmes, no 82, 2000
3. Les Anges de cire, no 116, 2003

### Howard Engel
- Mr Doyle et Dr Bell, no 139, 2005

### Paul Féval
- La Fabrique de crimes, no hors-commerce, 2012

### Émile Gaboriau
- Le crime d'Orcival, no 141, 2005
- Dossier 113, no 113, 2006
- Le Petit Vieux des Batignolles et autres nouvelles, no 168, 2008
- L'Argent des autres, no 180, 2009

### Ignacio Garcia-Valino
- Les Deux Morts de Socrate, no 154, 2007

### Charles Haquet
- L'Œil du Daruma, no 89, 2001
- La Geisha de Yokohama, no 140, 2005
- Crime au kabuki, no 152, 2006
- Le Samouraï d'Urakami, no 200, 2012

### Philip Kerr
- Le Chiffre de l'alchimiste, no 162 Note : l'ouvrage porte le numéro 162 par erreur ; il devrait porter le numéro 164, 2007

### Deryn Lake

#### SérieJohn Rawlings, l'apothicaire
- L'Apothicaire de Londres, no 2, 1997
- L'Apothicaire et L'Opéra des Gueux, no 15, 1997
- L'Apothicaire et la Taverne du diable, no 42, 1998
- L'Apothicaire et l'Espion français, no 54, 1999
- L'apothicaire et le Bassin d'argent, no 85, 2001
- L'Apothicaire dans le Devon, no 122, 2004
- Meurtre à Saint James palace, no 142, 2005
- L'Apothicaire et le Manoir des ombres, no 160, 2007

### Frédéric Lenormand

#### SérieVoltaire
- La baronne meurt à cinq heures, no 196, 2011

### Gaston Leroux

#### SérieChéri-Bibi
1. Les Cages flottantes, no 192, 2011
2. Chéri-Bibi et Cécily, no 193, 2011
3. Palas et Chéri-Bibi, no 202, 2012

### David Liss
- Une conspiration de papier, no 198 , 2012

### Peter Lovesey

#### SérieSergent Cribb
1. La Photo du bourreau, 1997, no 5, 1997
2. Maux d'esprits, no 12, 1997
3. Abracadavra, no 22, 1997

### Ann McMillan
- La Route du Sud, no 80, 2000

### Kay Mitchell

#### SérieInspecteur chef John Morrissey
1. Un si joli village, no 6, 1997
2. En des lieux désolés, no 7, 1997
3. Une étrange ambition, no 8, 1997
4. À jeter aux chiens, no 20, 1997
5. Aux innocents, la colère, no 31, 1998

### Miriam Grace Monfredo
- La Source noire, no 11, 1997
- L'Aigle d'or, no 19, 1997
- L'Étoile du Nord, no 70, 2000

### Charles Monselet
- La Franc-maçonnerie des femmes, no 190, 2011

### Viviane Moore

#### SérieGaleran de Lesneven
1. Bleu Sang, no 3, 1997
2. Noir Roman, no 9, 1997
3. Rouge sombre, no 17, 1997
4. Blanc Chemin, no 28, 1998
5. Jaune sable, no 37, 1998
6. Les Oiseaux de Rhiannon, no 112 , 2010
7. Vert-de-gris, no 49, 1999
8. Fauve, no 144, 2006
9. La Couleur de l'archange, no 100, 2002

#### Trilogie celte
1. Par le feu, no 124, 2004
2. Par la vague, no 133, 2005
3. Par le vent, no 161, 2007

### Anne-Laure Morata
- L’Héritier des pagans, no 179, 2009
- Le Jeu de dupes, no 184, 2010
- Meurtres à Versailles, no 197, 2012

### Fidelis Morgan

#### SérieLady Anastasia Ashby de la Zouche
- L'Alchimiste assassiné, no 150, 2006
- Les Reines rivales, no 157, 2007

### Ian Morson

#### SérieFalconer
- La Croisade de Falconer, no 26, 1998
- Le Jugement de Falconer, no 44, 1998
- Un psaume pour Falconer, no 56, 1999
- Le Dieu de Falconer, no 65, 2000
- L'Enfer de Falconer, no 138, 2005

### Béatrice Nicodème

#### SérieRévolution française
1. Les Loups de la Terreur, no 36, 1998
2. La Mort du Loup blanc, no 53, 1999
3. Le Chacal rouge, no 75, 2000
4. La Conspiration de l’hermine, no 84, 2003
5. L’Envol de l’aigle, no 129, 2004

### Hubert Prolongeau
- L’Œil de Diderot, no 29, 1998 ; réédition no 188, 2010
- Le Cauchemar de d’Alembert, no 43, 1998 ; réédition, no 199, 2012
- La Nièce de Rameau, no 62, 1999

### Ellen Rice
- Les Mystères d'East Lynne, no 125, 2004

### François Rivière
- Femmes fatales, no 127, 2004

### Candace Robb

#### SérieOwen Archer
- La Rose de l'apothicaire, no 83, 2000
- La Chapelle de la vierge, no 96, 2002
- Le Dit de la nonne, no 104, 2003
- Le Mystère de Saint-Léonard, no 126, 2004
- La Cité sacrée, no 145, 2006

### Lynda S. Robinson
- L’Agent de Pharaon, no 30, 1998
- La Place d'Anubis, no 38, 1998
- Le Retour d'Akhenaton, no 50, 1999
- Le Prince des Hittites, no 71, 2000
- L'Étrange Mort de Nefertiti, no 101, 2001

### Cristina Rodriguez
- Les Mystères de Pompéi, no 170, 2008
- Meurtres sur le Palatin, no 186, 2010

### Olivier Seigneur

#### SérieLa Cour de Louis XIV
1. Les Dieux outragés, no 39, 1998
2. Le Vestibule du crime, no 51, 1999
3. La Licorne assassinée, no 61, 1999
4. Le Sang du Trianon, no 78, 2000

#### SérieSourcil de Paon, dame de coursous le pseudonymeTaiping Shangdi
1. La Sonate interdite, no 14, 1997
2. La Noyée du palais d’été, no 21, 1997
3. Le Prisonnier de l’océan, no 27, 1998
4. Le Puits de la morte, no 34, 1998
5. Le Singe empoisonné, no 41, 1998
6. Les Soieries de l’effroi, no 47, 1999
7. Les Pierres de la douleur, no 55, 1999
8. Le Chrysanthème de longévité, no 64, 1999
9. La Dent du cheval marin, no 73, 2000
10. Le Palais de la splendeur pourpre, no 90, 2001
11. La Déchirure de papier huilé, no 121, 2004
12. La Porcelaine oubliée, no 167, 2008

#### Autre roman
- La Vierge du soleil, no 86, 2001

### Philipp Vandenberg
- Le Magicien des miroirs, no 187, 2010

### Violaine Vanoyeke
- Une mystérieuse Égyptienne, no 163, 2007
- Meurtre aux Jeux Olympiques, no 169, 2008
- Le Trésor de la Reine-Cobra, no 175, 2009
- Les Mystères du Prince, no 183, 2010
- La Malédiction des Pharaons, no 194, 2011

### Marie Visconti
- Le Masque de l'Atellane, no 67, 1999
- Le Cheval d'octobre, no 74, 2000
- Le Meurtre d'Adonis, no 92, 2001
- La Porte d'ivoire no ?, 2003

### Jean-Louis Vissière
- Petits crimes en soutane, no 134, 2005
- Petits crimes en Carmagnole, no 146, 2006
- Je vais tuer Napoléon !, no 162, 2007
- Petits crimes sous le Second Empire, no 173, 2009
- Petits Crimes Sous Louis-Philippe, no 185, 2010

### Vladimir
- La Latitude de Pondichéry, no 174, 2009

### Patrick Weber

#### SérieApollonios
1. Des ombres sur Alexandrie, no 63, 1999
2. Les Dîners de Cléopâtre, no 81, 2000

#### SériePieter Linden
1. La Vierge de Bruges, no 58, 1999
2. L'Ange de Florence, no 77, 2000
3. Le Pénitent de Paris, no 149, 2006
4. Le Diable de Rome, no 171, 2008

### Dominic D. West

#### SérieNicola, reporter-détective
1. Le Mobile, no 16, 1997
2. La Dominante, no 25, 1998
3. La Partition, no 35, 1998
4. L'Impair, no 48, 1999
5. La Rançon, no 66, 1999